# Richard Sennett
Richard Sennett   (Chicago, 1 de gener de 1943) és un sociòleg i historiador estatunidenc, professor a la London School of Economics i a la Universitat de Nova York. Ha col·laborat amb el Col·legi de Filosofia i ho fa regularment amb l'Institut d'Humanitats de Barcelona.
Sennett és conegut principalment pels seus estudis sobre els lligams socials a les ciutats i els efectes de la vida urbana sobre els individus en el món contemporani. Alguns dels seus darrers llibres són estudis sobre el capitalisme modern: The Culture of the New Capitalism (Yale, 2006), Respect in an Age of Inequality (Penguin, 2003) i The Corrosion of Character (Norton, 1998).
És membre de l'Acadèmia Americana de les Arts i les Ciències, de la Royal Society of Literature, de la Royal Society of the Arts i de l'Academia Europaea. Està casat amb la sociòloga i economista Saskia Sassen d'ençà del 1987. El novembre de 2014 va signar el manifest «Deixin votar els catalans», juntament amb altres personalitats internacionals.

## La cultura del nou capitalisme
A The Culture of the New Capitalism, Richard Sennett exposa una visió personal de l'organització actual del treball i de les societats en les economies desenvolupades. El llibre aplega un seguit de conferències que va pronunciar a la Universitat Yale i que s'organitzen en quatre apartats: la burocràcia, el talent i el fantasma de la inutilitat, política de consum i capitalisme social del nostre temps. En elles, l'autor exposa les repercussions que el sistema econòmic actual ha provocat en la societat: analitza com era i com s'ha transformat el sistema capitalista, descrivint com actuaven i com actuen els integrants de les forces productives —treballadors, patrons, directius, inversors—, i el canvi del paper que juga l'Estat en les empreses i en el sistema econòmic.
En el primer apartat exposa com l'Estat i les empreses havien copiat –millorat i polit- el model ordenat i jeràrquic de l'exèrcit per dotar d'ordre i sentit tots els integrants: si s'estableix una jerarquia i unes responsabilitats, s'aconseguirà més rendibilitat. La forma d'organitzar-se, les normes, el que Sennett anomena «burocràcia», —i Max Weber «recerca de l'ordre»—, s'estén des de l'empresa al govern, a les institucions i a la societat civil. Mentre per a Weber la burocràcia a la «gàbia de ferro» es correspon a les estructures piramidals on cadascú sap quin és el seu lloc i li permet planificar el seu futur, per a Sennett la gàbia de ferro són corporacions modernes que no ofereixen seguretat, ni confiança, ni estabilitat a llarg termini. En la situació que descriu Weber la cultura que predomina es basa en el sacrifici per a obtenir recompenses a mitjà i llarg termini: els inversors confien en els beneficis a llarg termini, i els treballadors se sacrifiquen amb vista a aconseguir prestacions socials com cobertura sanitària o plans de jubilació.
A final del segle xx canvia el panorama econòmic perquè el poder de les grans companyies passa de la direcció als accionistes que pressionen les empreses per a obtenir rendibilitat a curt termini. Una manera d'augmentar els beneficis a curt termini és atraient inversors nous perquè la llei de l'oferta i la demanda fa augmentar les cotització. Per atreure'ls és convenient projectar una imatge d'empresa dinàmica, adaptable i flexible internament; s'imposa la flexibilització i simplificació de la burocràcia, i l'entorn és inestable i canviant. Aquest fet es trasllada a les corporacions i als treballadors que veuen com el futur ja no està garantit i que l'ordre establert no assegura res. La inestabilitat entra en l'escena de la vida: s'abandona l'esperit de sacrifici per instaurar la cultura del gaudi del present.
Aquest canvi de prioritats i de mentalitat és possible gràcies als avenços en les tecnologies de la informació (TIC) i la fabricació que acceleren la flexibilitat i permeten la deslocalització massiva de la producció. La deslocalització té una influència doble en les persones: d'una banda econòmicament perquè es perd el lloc de feina, i de l'altra psicològicament per una sensació d'abandonament que es pot traduir en culpabilitat i sentiment d'inutilitat. L'aparició de les TIC ha modificat les relacions laborals i personals: al mateix temps que s'ha estès el nombre d'interrelacions i ha augmentat la distància física entre els interlocutors, s'ha reduït dràsticament les comunicacions cara a cara, i s'han despersonalitzat i deslocalitzat les interaccions. Els individus que només estan connectats a les organitzacions a través de l'ordinador es marginen perquè deixen passar els contactes informals que, avui en dia, constitueixen la base per accedir als millors llocs de feina. Els estudis demostren que les persones amb àmplies xarxes de contactes i relacions tenen menys problemes per mantenir-se actives laboralment, a més, apareixen nous requisits pels treballadors car, més que el saber i el coneixement, el que importa és que desenvolupi habilitats d'adaptació als canvis.
Si abans l'important era saber fer una tasca i millorar en ella, ara es valora més la immediatesa dels resultats. Els treballadors s'han de reciclar constantment i la idea de «construir» un itinerari professional ha quedat obsoleta. Cal que contínuament l'individu redefineixi i s'adapti a les necessitats de l'empresa i l'entorn, es recicli i fins i tot canviï d'activitat. El concepte d'artesania —fer alguna cosa pel simple plaer de fer-la bé— s'ha vist desplaçat pel de mediocritat. Amb paraules de Sennett, «l'experiència perd valor a mesura que s'incrementa». Un treballador al llarg de la vida laboral s'ha d'actualitzar, però a les organitzacions els pot resultar més barat i rendible substituir-lo per un jove amb talent que no serà tan crític amb l'organització. Un dels altres canvis que s'ha produït en les organitzacions és l'arquitectura institucional: s'ha passat de la construcció piramidal —i la figura protectora i paternalista de l'empresari—, a una estructura descentralitzada i alhora controlada per una unitat «central», com si es tractés d'un servidor en una xarxa informàtica d'una organització. Les tasques/responsabilitats es fragmenten, se simplifiquen i no cal tanta formació. També es pot deslocalitzar, ja que moltes tasques no depenen del lloc físic on es realitzen. Tot plegat, afavoreix més la precarietat laboral perquè aquestes noves estructures simplifiquen els organigrames i també provoquen que les unitats perifèriques desconeguin qui ostenta el poder, l'autoritat.
A la darrera part del llibre, l'autor exposa que la ciutadania ha perdut la confiança en els seus representants polítics. Les institucions polítiques no han sabut resoldre els problemes que les modificacions en les relacions laborals han provocat sobre la ciutadania. Cada vegada que s'ha produït un canvi econòmic els treballadors han patit la por de ser desplaçats per la maquinària. Davant l'evidència que és imprescindible deixar pas a la tecnologia i que és inevitable l'eliminació de llocs de feina, els governs no han sabut crear noves fórmules per a contrarestar-ho. Theodore Kheel va proposar que l'únic remei per contrarestar l'eliminació d'aquests oficis era «crear llocs de treball remunerats a partir del treball, fins aleshores no pagat, com ara la cura dels infants o el servei comunitari». En canvi, els governs han llençat la tovallola i s'han rendit a la globalització. La ciutadania se sent cada cop més allunyada de la classe política que no ha sabut adaptar les institucions, garantir l'estabilitat i assegurar serveis com la sanitat o l'educació.
El ciutadà defuig la dependència —no confia ni en l'empresa ni en l'Estat— i cada vegada és més passiu en política. Sennett atribueix cinc raons per explicar el divorci entre ciutadania i política: els partits polítics semblem diferents però, una vegada en el poder, actuen d'igual forma i, com en les organitzacions empresarials, el poder està separat de l'autoritat; l'organització de l'Estat —burocràcia— centralitza el poder però no es responsabilitza dels ciutadans; la natura humana de mai no tenir-ne prou, la convicció què res és suficient, la sensació que les necessitats/exigències dels ciutadans són il·limitades s'exporta del camp econòmic al polític, i el ciutadà actua com a consumidor golafre i deixa de fixar-se en els detalls car importa la quantitat, no la qualitat; per contra, les TIC afavoreixen la invasió massiva d'informació —que cal no confondre amb coneixement— i provoca desinterès per processar-la; els ciutadans es desvinculen i s'allunyen. I la manca de confiança en la classe política creix a causa dels continus canvis de trajectòria i a les modificacions de les polítiques que s'apliquen que els ciutadans interpreten com a manca de compromís.
La realitat actual del treball és que el capitalisme força la individualització dels individus: en la recerca dels beneficis les tasques s'han fragmentat i dividit, i els individus s'hi especialitzen però són conscients que la tasca no durarà gaire i que pot desaparèixer o modificar-se. Aquesta atomització elimina categories socials, elimina jerarquies al mateix temps que creixen les diferències entre l'elit reduïda i la base massificada. Alguns individus han sortit guanyant però la majoria hi han perdut. Aquesta competència salvatge per destacar —primer per sobreviure i, si pot ser, també per destacar—, ja inculcada pel sistema educatiu, familiar i de relacions, fa que els ciutadans siguin més individualistes, més independents —defugen la dependència com a símptoma de debilitat. El sistema de comunicació a través d'internet afavoreix l'anonimat en les relacions i la pèrdua de compromís mutu així com la manca de confiança i lleialtat.
Ens trobem davant d'unes ciutats cada vegada més homogènies; malgrat que la composició dels habitants sigui més heterogènia que mai perquè els avenços en els mitjans de transport faciliten les migracions i les ciutats actuals són una mescla multicultural. Això no obstant, la cultura resultant de les noves necessitats econòmiques és més homogènia. Ja no es fa servir el de «tots per un i un per tots», ara s'imposa el «campi qui pugui». El fet d'exposar els canvis en les relacions de treball expliquen també els canvis en les relacions personals: la immediatesa, el curt termini —o, cosa que és el mateix, el rebuig al llarg termini— ha fet que els ciutadans traslladin el comportament a l'àmbit familiar, la manca de compromís amb la família, parella, la superficialitat de les relacions i el canvi constant, el fet de no enfrontar-se amb les dificultats o simplement eludir-les, el desinterès per cooperar o involucrar-se.
Els valors sobre els quals se sustentava la família han canviat. Per començar hi ha conflicte per a conciliar la vida familiar amb la laboral, les relacions són més superficials i eviten els enfrontaments. El que ocorre en les relacions laborals —l'absència de compromís i autoritat— també és present en el si de les famílies que no imposen autoritat als fills, per la qual cosa se senten desorientats, a la deriva, perduts i, en pocs anys, es convertiran en la mà d'obra que ja vindrà «programada» amb aquests ideals. L'individu del segle xxi se sent sol, sense la protecció de l'Estat —crisi i reformulació de l'estat del benestar—, desconfiant també de l'empresa que només li ofereix el present, tenint la sensació que només pot confiar en ell mateix, que només ha de confiar en ell perquè la resta d'institucions no li han demostrat lleialtat.
Sembla que el nou capitalisme té capacitat per corrompre les bases sobre les quals es sustentaven les relacions humanes: el sentiment de pertinença a un grup, la confiança, la lleialtat, el compromís amb el grup i els projectes, la disposició al sacrifici immediat per a una recompensa futura, etc. Tot això és incompatible amb les exigències del nou capitalisme on la màxima és el rendiment ràpid i no deixar res a llarg termini. La flexibilitat que s'exigeix provoca ansietat i inseguretat en la persona, pèrdua d'autoestima, augment del risc de perdre el que es té —en l'àmbit familiar i personal, i la feina en l'àmbit laboral. L'amenaçadora mobilitat laboral fa que s'estableixin relacions superficials que s'evitin els enfrontaments, Les persones han d'estar preparades per a redissenyar-se totes les vegades que el sistema —econòmic i personal— li exigeixi, canviar professionalment sempre que sigui necessari i demostrar la seva validesa en un entorn on l'experiència no té valor. A mesura que canvia el decorat, els actors han de canviar de registre, de vestuari, de mentalitat. Això és el que ocorre en la societat; de la mateixa manera que canviem de roba si fa fred o calor. El sistema laboral modern basat en el capitalisme condiciona la manera d'actuar, pensar i sentir dels individus en totes les facetes de la vida perquè no és fàcil canviar de registre —manera de ser— cada pic que un surt i entra de la feina. La manera de ser farà que siguem més rendibles o més adequats per ocupar llocs de feina més valorats. Com en el darwinisme social, el sistema premia els millors mentre que els altres poden desaparèixer o són prescindibles. Així, doncs, cada generació «evoluciona» per adaptar-se i sobreviure.

## Traduccions al català
- L'artesà.  CCCB, 2010. ISBN 978-84-614-5088-6.[7]
- L'espai públic: un sistema obert, un procés inacabat.  Arcàdia, 2014. ISBN 978-84-942327-1-8.
- Construir i habitar: ètica per a la ciutat.  Arcàdia, 2019. ISBN 978-84-948205-3-3.
- L'intèrpret. Art, vida i política.  Arcàdia, 2024. ISBN 978-84-127457-5-7.[8]